# The Villages
The Villages ist ein census-designated place (CDP) im Sumter County im US-Bundesstaat Florida mit 79.077 Einwohnern (Stand: Volkszählung 2020).
Kleine Teile des Ortes liegen auch in den Countys Lake und Marion. Es handelt sich um eine Gated Community.

## Geographie
Der Ort liegt etwa 90 Kilometer nordwestlich von Orlando und wird von den U.S. Highways 27 und 441 sowie von der Florida State Road 500 auf einer gemeinsamen Trasse tangiert.
Im benachbarten Lady Lake am U.S. 27 befindet sich die nach The Villages benannte Haltestelle des Fernbussystems Thruway Motorcoach der Bahngesellschaft Amtrak, über die eine Anbindung an die Städte Jacksonville, Lakeland und Palatka besteht. Dort erhält man jeweils Anschluss an die Züge Silver Star und Silver Meteor.

## Demographische Daten
Laut der Volkszählung 2010 verteilten sich die damaligen 51.442 Einwohner auf 35.587 Haushalte. Die Bevölkerungsdichte lag bei 3839 Einw./km². 98,2 % der Bevölkerung bezeichneten sich als Weiße, 0,6 % als Afroamerikaner, 0,1 % als Indianer und 0,7 % als Asian Americans. 0,1 % gaben die Angehörigkeit zu einer anderen Ethnie und 0,3 % zu mehreren Ethnien an. 1,5 % der Bevölkerung bestand aus Hispanics oder Latinos.
Im Jahr 2010 lebten in 0,3 % aller Haushalte Kinder unter 18 Jahren sowie in 79,7 % aller Haushalte Personen mit mindestens 65 Jahren. 71,8 % der Haushalte waren Familienhaushalte (bestehend aus verheirateten Paaren mit oder ohne Nachkommen bzw. einem Elternteil mit Nachkomme). Die durchschnittliche Größe eines Haushalts lag bei 1,80 Personen und die durchschnittliche Familiengröße bei 2,05 Personen.
0,4 % der Bevölkerung waren jünger als 20 Jahre, 1,1 % waren 20 bis 39 Jahre alt, 10,0 % waren 40 bis 59 Jahre alt und 88,5 % waren mindestens 60 Jahre alt. Das mittlere Alter betrug 69 Jahre. 46,8 % der Bevölkerung waren männlich und 53,2 % weiblich.
Das durchschnittliche Jahreseinkommen lag bei 51.234 $ pro Haushalt, dabei lebten 3,7 % der Bevölkerung unter der Armutsgrenze.
Im Jahr 2000 war Englisch die Muttersprache von 96,0 % der Bevölkerung und 4,0 % hatten eine andere Muttersprache.